# Octopath Traveler
Octopath Traveler est un jeu vidéo de rôle développé par Square Enix en collaboration avec Acquire et édité par Nintendo sur Nintendo Switch dans le monde entier le 13 juillet 2018. En moins d'un mois, le jeu est vendu à plus d'un million d'exemplaires.

## Trame

### Personnages
L'intrigue comporte huit protagonistes différents. Le joueur choisit celui avec lequel il désire commencer la partie, puis progresse vers les personnages suivants dans l'ordre de son choix. Les personnages sont Ophilia la prêtresse, Cyrus l'érudit, Tressa la marchande, Olberic le guerrier, Primrose la danseuse, Alfyn l'apothicaire, Thérion le voleur, et H'aanit la chasseuse. Chaque protagoniste progresse vers son but à travers quatre chapitres qui lui sont dédiés.

## Système de jeu
Octopath Traveler est un jeu de rôle doté d'une esthétique graphique appelée « HD2D », définie par les développeurs comme une combinaison de sprites et de textures 16 bits de personnages de style Super NES, avec des environnements polygonaux et des effets haute définition. Le jeu place les joueurs dans le rôle d'un des huit aventuriers, chacun commençant son voyage d'une manière différente. Chaque personnage provient d'une partie différente du monde, ce qui détermine son travail ou son attribut. Chaque personnage dispose d'une commande Path Ability unique qui peut être utilisée lors de l'interaction avec des personnages non-joueurs divisés en deux catégories. La première est appelée « Noble », et l'efficacité de la capacité dépend du niveau ou de la quantité de monnaie dans le jeu. La seconde, appelée « Rogue », présente le risque pour l'utilisateur de perdre sa crédibilité auprès des autres PNJ. Par exemple, Olberic et H'aanit peuvent défier des personnages, Cyrus et Alfyn peuvent se renseigner sur certaines informations, Tressa et Therion peuvent acquérir des objets, et Ophilia et Primrose peuvent guider les personnages non-joueurs et les utiliser comme invitations.
Le jeu propose des batailles au tour par tour, dans lesquelles le joueur peut attaquer en utilisant différents types d'armes ou d'attaques élémentaires, ainsi que des capacités et des objets. Les personnages jouables reçoivent un Boost Point à la fin de chaque tour et peut en stocker jusqu'à cinq à la fois. Au cours de son tour, un joueur peut utiliser jusqu'à trois Boost Points pour améliorer une commande, si bien que son personnage peut alors attaquer plusieurs fois, augmenter sa défense ou augmenter la puissance d'une capacité. Les ennemis ont un compteur de bouclier qui diminue chaque fois qu'ils sont attaqués avec une arme ou un élément contre lequel ils sont faibles. Lorsque ce compteur est épuisé, ils entrent dans un état d'étourdissement, dans lequel ils peuvent recevoir plus de dégâts et perdre un tour.

## Développement
Le projet est lancé par les producteurs Masashi Takahashi et Tomoya Asano, qui ont déjà dirigé la série Bravely. Acquire est choisi comme partenaire de développement du jeu sur la base de ses travaux antérieurs sur la série What Did I Do to Deserve This, My Lord?.
Au cours du processus de développement, diverses options graphiques, telles que la profondeur, la résolution, la saturation, ainsi que d'autres caractéristiques, telles que l'apparence pixelisée ou photoréaliste de l'eau, sont prises en compte pour améliorer l'aspect « HD-2D ». Les huit personnages principaux, quatre hommes et quatre femmes, sont choisis pour offrir différentes variantes de jeu. Tous les personnages ont des classes différentes, et la conception des personnages, ainsi que les commandes de champ, sont basées sur différentes professions de l'Europe médiévale. Pour la démo, Olberic et Primrose sont choisis pour être les protagonistes alors que leurs histoires commencent dans un endroit similaire ; les développeurs veulent permettre au joueur de recruter l'autre personnage après avoir terminé l'histoire.
Selon Takahashi, aucun contenu téléchargeable ou autre mise à jour de contenu après la publication n'est prévu pour le jeu. Pour les créateurs du jeu, Octopath Traveler est « un successeur spirituel de Final Fantasy VI », créé par l'entreprise en 1994 lorsqu'elle n'était que Square,.

## Commercialisation
Octopath Traveler est annoncé le 13 janvier 2017 sous le titre Project Octopath Traveler. Une démo jouable sort sur le Nintendo eShop le 13 septembre 2017, ainsi qu'une seconde démo le 14 juin 2018. La deuxième démo comprend des mécanismes améliorés et les huit personnages jouables, ainsi que le transfert de données vers le jeu complet. Le jeu sort dans le monde entier le 13 juillet 2018. Une édition spéciale comprenant la bande-son du jeu, une réplique de la monnaie du jeu, un livre pop-up et une carte, est également publiée le même jour.
Le 5 avril 2019, l'organisme de classification et d'évaluation sud-coréen Game Rating Board répertorie Octopath Traveler dans sa liste de jeux sur PC. Le 11 avril 2019, la société Square Enix publie par erreur une information sur Internet, aussitôt retirée, dévoilant la publication du jeu sur PC, via Steam, le 7 juin 2019. La sortie à cette date sur PC est confirmée par la firme nipponne le 15 avril 2019.

## Accueil

### Critiques
Octopath Traveler reçoit un accueil globalement favorable de la presse vidéoludique, avec un score de 84 sur 100 calculé par les agrégateurs de critiques OpenCritic et Metacritc,.
Jeremy Parish du site Polygon qualifie le jeu de « RPG magique dont la Nintendo Switch avait besoin ». Peter Brown du site GameSpot fait les louanges du « système de combat innovant », sa progression et sa présentation, mais estime que les principaux inconvénients sont les histoires des huit personnages jouables, qu'il qualifie de « ternes » et « répétitives ».

### Ventes
En juillet 2018, Square Enix présente des excuses publiques, du fait de l'impossibilité pour de nombreux joueurs japonais d'acheter une copie physique du jeu en raison d'une rupture de stock la première semaine d'exploitation et la suivante. Le jeu s'écoule à 132 550 exemplaires physiques au cours de ses deux premières semaines de vente au Japon, ce qui le place en première position des ventes tous formats confondus. 
En août 2018, plus d'un million d'exemplaires sont écoulés dans le monde entier. En mars 2019, le jeu atteint un million et demi de copies distribuées dans le monde. En mars 2020, Octopath Traveler dépasse la barre des deux millions d'exemplaires écoulés à travers le monde, puis celle des 2,5 millions en février 2021.

### Récompenses
| Années | Prix                    | Catégorie                                          | Résultat   |
| ------ | ----------------------- | -------------------------------------------------- | ---------- |
| 2018   | Game Critics Awards     | Meilleur RPG                                       | Nomination |
| 2018   | Golden Joystick Awards  | Meilleur scénario,                                 | Nomination |
| 2018   | Golden Joystick Awards  | Jeu Nintendo de l'année                            | Lauréat    |
| 2018   | The Game Awards 2018    | Meilleur direction artistique                      | Nomination |
| 2018   | The Game Awards 2018    | Meilleur bande-son                                 | Nomination |
| 2018   | The Game Awards 2018    | Meilleur jeu de rôle                               | Nomination |
| 2018   | Gamers' Choice Awards   | Jeu de rôle préféré des fans                       | Nomination |
| 2018   | Australian Games Awards | Jeu portable/mobile de l'année                     | Lauréat    |
| 2019   | New York Game Awards    | Tin Pan Alley Award de la meilleure musique en jeu | Nomination |

## Postérité
Fin janvier 2019, Square Enix dépose le terme « HD2D » en Europe et aux États-Unis.
Début mars 2019, un nouvel opus est annoncé après un certain succès commercial du jeu. Octopath Traveler: Champions of the Continent est une préquelle sortie sur iOS et Android en 2020 au Japon, puis en juillet 2022 dans le reste du monde. Une suite intitulée Octopath Traveler II sort le 24 février 2023 sur Nintendo Switch.